# 佐藤博暉
佐藤 博暉（さとう ひろあき、男性、1959年9月3日 - ）は、日本のアニメーション監督、脚本家。

## 経歴
1988年に『AKIRA』の助監督に抜擢される。その後、1991年のOVA『シャコタン☆ブギ』で初監督。『KEY THE METAL IDOL』では監督・原案・脚本を務めている。好きな飲み物はレッド・ドック。地上に墜ちた魔法使いマロンの旅立ちと成長を描く『マロニアのマロン』というアニメを企画していたが制作会社マーカスが解散してしまったため立ち消えてしまった。

## 作品リスト

### テレビアニメ
- 忍者ハットリくん（1981年）演出、絵コンテ ※"佐藤博明"名義
- じゃりン子チエ（1982年 - 1983年）演出、絵コンテ、演出助手 ※"佐藤博明"名義
- スプーンおばさん（1983年） 演出、絵コンテ
- ミームいろいろ夢の旅（1983年 - 1985年）演出、絵コンテ
- 宇宙船サジタリウス（1986年 - 1987年） 演出、絵コンテ
- おそ松くん（1989年） 演出、絵コンテ
- ミラクルジャイアンツ童夢くん（1989年）演出、絵コンテ
- チエちゃん奮戦記 じゃりン子チエ （1991年 - 1992年） 脚本、演出、絵コンテ
- みかん絵日記 （1993年） 絵コンテ
- アニメコンプレックス （1998年） オープニング・エンディングアニメ
  - 佐藤の構想になる「マロニアのマロン」をモチーフとして制作された。
- 超GALS! 寿蘭 （2001年） 脚本
- 吉宗 （2006年） 監督、シリーズ構成
- WHITE ALBUM （2009年） 全話脚本

### 劇場版アニメ
- さよなら銀河鉄道999 アンドロメダ終着駅（1981年）動画 ※"佐藤博明"名義
- AKIRA （1988年） 助監督

### OVA
- シャコタン☆ブギ （1991年） 監督
- KEY THE METAL IDOL （1994年） 原案、脚本、監督
- ふしぎ遊戯 ―永光伝― （2001年） シリーズ構成、脚本

### CD
- HAPPY BOY（1997年） 脚本、監督
- ねむりのさとのちみちみ（2001年） 原作、脚本、演出

### 書籍
- 妄想電器堂（1999年 - 2001年）「PCMAX」誌連載